# Reserva Nacional de Gilé
La Reserva Nacional de Gilé és una reserva nacional de Moçambic. Està situada al nord-est de la província de Zambézia al districte de Gilé i al districte de Pebane.